# Rip Slyme
Rip Slyme ist eine japanische Hip-Hop-Gruppe und im Westen einer der prominentesten Vertreter des sogenannten J-Hip-Hop. Sie besteht aus den vier Rappern Ryo-Z, Ilmari, Pes und Su sowie dem DJ Fumiya. Musikalisch verarbeiten sie Einflüsse von amerikanischer Rapmusik der späten 1970er und frühen 1980er Jahre sowie die solcher US-amerikanischer Gruppen wie The Pharcyde, De La Soul, Public Enemy, Jurassic 5, Beastie Boys, DJ Premier und Leaders of the New School.

## Geschichte
Rip Slyme wurde 1994 durch die beiden Rapper Ryo Z und Ilmari gegründet. MC Pes, ein Schulkamerad, stieß später hinzu. Der erste Platz in einem Musikwettbewerb ermöglichte der Gruppe die Produktion und Veröffentlichung des ersten Musikalbums Lips Rhyme im Jahr 1995.
1998 erschien unter Beteiligung der beiden neuen Mitglieder DJ Fumiya und Su das zweite Musikalbum, Talkin' Cheap. Der anhaltende Erfolg führte 2000 schließlich zu einem Vertrag mit Warner Music Japan. Die erste Single auf dem Major Label trug den Namen Stepper’s Delight (Erstveröffentlichung 22. März 2001), ein Verweis auf den Titel „Rapper’s Delight“ der Gruppe The Sugarhill Gang, der als einer der ersten Rap-Titel der Musikgeschichte gilt.
2002 erhielt die Gruppe bei den MTV Video Music Awards Japan die Preise für „Best Newcomer“ und „Best Hip-Hop Group“. Im gleichen Jahr erschien das Album Tokyo Classic, Japans erstes Hip-Hop-Album mit Verkaufszahlen in Millionenhöhe. Klanglich lehnt sich das Album an den Funk James Browns an.
2007 trat die Gruppe beim Live-Earth-Konzert in Kyōto auf. Ein weiteres Projekt in diesem Jahr war die Zusammenarbeit mit dem Notebook-Hersteller Vaio. Es wurde eine Single und ein PV mit dem Namen ING aufgenommen, die Hauptsächlich zu Werbezwecken dienen.
Das Album Funfair wurde am 28. November 2007 in Japan veröffentlicht und zeigt eine Veränderung des Musikstils der Band in Richtung Elektro.
Im Sommer 2008 veröffentlichten sie Taiyou to Bikini, ihre einzige Single in diesem Jahr.
Rip Slyme veröffentlichten ihr achtes Album, Journey, am 10. Juni 2009. Außerdem haben sie das Ending Theme für den japanischen Dub von SpongeBob Schwammkopf zur Verfügung gestellt.
Der Song Super Shooter der Gruppe wurde als Intro-Musik für die Anime-Serie Gantz verwendet. 

## Der Name
Das „RIP“ in Rip Slyme ist ein Verweis auf die Initialen der Gründungsmitglieder Ryon Z, Ilmari und Pes. „Slyme“ war zum Gründungsdatum ein populäres Kinderspielzeug. Zudem stellt der Gruppenname ein Wortspiel mit der Phrase „lips’ rhyme“ dar, zugleich der Name des ersten veröffentlichten Tonträgers.

## Diskografie

### Studioalben
| Jahr | Titel         | Höchstplatzierung, Gesamtwochen, AuszeichnungChartsChartplatzierungen (Jahr, Titel, Platzierungen, Wochen, Auszeichnungen, Anmerkungen) | Anmerkungen                                        |
| Jahr | Titel         | JP | Anmerkungen                                        |
| ---- | ------------- | --- | -------------------------------------------------- |
| 1995 | Lip’s Rhyme   | — | Erstveröffentlichung: 21. Oktober 1995 Independent |
| 1998 | Talkin’ Cheap | — | Erstveröffentlichung: 21. Februar 1998             |
| 2001 | Five          | JP6 Gold · (30 Wo.)JP | Erstveröffentlichung: 25. Juli 2001                |
| 2002 | Tokyo Classic | JP1 Diamant · (31 Wo.)JP | Erstveröffentlichung: 24. Juli 2002                |
| 2003 | Time to Go    | JP1 ×2Doppelplatin · (14 Wo.)JP | Erstveröffentlichung: 16. Juli 2003                |
| 2004 | Masterpiece   | JP2 Platin · (13 Wo.)JP | Erstveröffentlichung: 3. November 2004             |
| 2006 | Epoch         | JP5 Platin · (10 Wo.)JP | Erstveröffentlichung: 29. November 2006            |
| 2007 | Funfair       | JP2 Gold · (13 Wo.)JP | Erstveröffentlichung: 28. November 2007            |
| 2009 | Journey       | JP4 Gold · (11 Wo.)JP | Erstveröffentlichung: 10. Juni 2009                |
| 2011 | Star          | JP7 (9 Wo.)JP | Erstveröffentlichung: 2. März 2011                 |
| 2013 | Golden Time   | JP7 (9 Wo.)JP | Erstveröffentlichung: 4. Dezember 2013             |
| 2015 | 10            | JP13 (7 Wo.)JP | Erstveröffentlichung: 30. September 2013           |

### Livealben
| Jahr | Titel                      | Höchstplatzierung, Gesamtwochen, AuszeichnungChartsChartplatzierungen (Jahr, Titel, Platzierungen, Wochen, Auszeichnungen, Anmerkungen) | Anmerkungen                           |
| Jahr | Titel                      | JP | Anmerkungen                           |
| ---- | -------------------------- | --- | ------------------------------------- |
| 2002 | Live at Budokan 2002.07.25 | JP13 (3 Wo.)JP | Erstveröffentlichung: 14. August 2002 |

### Kompilationen
| Jahr | Titel                                             | Höchstplatzierung, Gesamtwochen, AuszeichnungChartsChartplatzierungen (Jahr, Titel, Platzierungen, Wochen, Auszeichnungen, Anmerkungen) | Anmerkungen                            |
| Jahr | Titel                                             | JP | Anmerkungen                            |
| ---- | ------------------------------------------------- | --- | -------------------------------------- |
| 2003 | Yapparip: Ultime Early Years Collection 1995–2000 | JP7 (7 Wo.)JP | Erstveröffentlichung: 10. Oktober 2003 |
| 2005 | Good Job! (グッジョブ!, Gujjobu!)                 | JP1 ×2Doppelplatin · (15 Wo.)JP | Erstveröffentlichung: 31. August 2005  |
| 2005 | Good Job! Christmas Edition                       | JP15 (6 Wo.)JP | Erstveröffentlichung: 7. Dezember 2005 |
| 2010 | Good Times                                        | JP2 Gold · (16 Wo.)JP | Erstveröffentlichung: 4. August 2010   |
| 2010 | Bad Times                                         | JP11 (8 Wo.)JP | Erstveröffentlichung: 1. Dezember 2010 |

### Singles
| Jahr | Titel Album | Höchstplatzierung, Gesamtwochen, AuszeichnungChartsChartplatzierungen (Jahr, Titel, Album, Platzierungen, Wochen, Auszeichnungen, Anmerkungen) | Anmerkungen                                                                                        |
| Jahr | Titel Album | JP | Anmerkungen                                                                                        |
| ---- | --- | --- | -------------------------------------------------------------------------------------------------- |
| 2001 | Stepper’s Delight Five | JP23 (18 Wo.)JP | Erstveröffentlichung: 22. März 2001                                                                |
| 2001 | Zatsunen Entertainment (雑念エンタテインメント) Idle Entertainment Five                                                                                           | JP8 (7 Wo.)JP | Erstveröffentlichung: 27. Juni 2001                                                                |
| 2001 | Mata Au Hi made (マタ逢ウ日マデ) Until the Day We Meet Again Five                                                                                                 | — | Erstveröffentlichung: 29. August 2001                                                              |
| 2001 | Hakuhi (Hakuhi XXX) (白日(『白日XXX』)) – | JP48 (4 Wo.)JP | Erstveröffentlichung: 30. August 2001                                                              |
| 2001 | One Tokyo Classic | JP4 Gold + Gold (Digital) · (16 Wo.)JP | Erstveröffentlichung: 11. Oktober 2001                                                             |
| 2002 | Funkastic Tokyo Classic | JP2 Gold · (9 Wo.)JP | Erstveröffentlichung: 27. März 2002                                                                |
| 2002 | Rakuen Baby (楽園ベイべー) Paradise Baby Tokyo Classic | JP2 Gold + Platin (Digital) · (13 Wo.)JP | Erstveröffentlichung: 26. Juni 2002 · + JP: Gold (Streaming)                                       |
| 2002 | Blue Be-Bop Time to Go | JP1 Gold · (9 Wo.)JP | Erstveröffentlichung: 27. November 2002                                                            |
| 2003 | Joint Time to Go | JP2 Gold · (13 Wo.)JP | Erstveröffentlichung: 18. Juni 2003                                                                |
| 2004 | Dandelion Masterpiece | JP2 Gold · (8 Wo.)JP | Erstveröffentlichung: 17. Juni 2004                                                                |
| 2004 | Galaxy Masterpiece | JP5 Gold · (11 Wo.)JP | Erstveröffentlichung: 7. Juli 2004                                                                 |
| 2004 | Tasogare Surround (黄昏サラウンド) Twilight Surround Masterpiece                                                                                                  | JP5 Gold · (7 Wo.)JP | Erstveröffentlichung: 6. Oktober 2004                                                              |
| 2006 | Hot Chocolate Epoch | JP6 Gold · (7 Wo.)JP | Erstveröffentlichung: 25. Januar 2006                                                              |
| 2006 | Luvi (ラヴぃ) Epoch | JP3 (7 Wo.)JP | Erstveröffentlichung: 5. Juli 2006                                                                 |
| 2006 | Blow (ブロウ) Burō Epoch | JP6 Gold + Gold (Mobile Downloads) · (6 Wo.)JP                                                                                                 | Erstveröffentlichung: 25. Oktober 2006                                                             |
| 2007 | Nettaiya (熱帯夜) Tropical Night Funfair | JP3 ×2Gold + Doppelplatin (Digital) · (8 Wo.)JP                                                                                                | Erstveröffentlichung: 25. Juli 2007 · + JP: ×3Dreifachplatin (Klingelton) , + JP: Gold (Streaming) |
| 2007 | Speed King Funfair | JP12 Gold (Digital) · (4 Wo.)JP | Erstveröffentlichung: 7. November 2007                                                             |
| 2008 | Taiyō to Bikini (太陽とビキニ) Sun and Bikini Journey | JP7 Gold (Digital) · (5 Wo.)JP | Erstveröffentlichung: 30. Juli 2008                                                                |
| 2009 | Stairs Journey | JP12 (5 Wo.)JP | Erstveröffentlichung: 25. Februar 2009                                                             |
| 2010 | Mata Au Hi made 2010 (Tomita-ryū) (マタ逢ウ日マデ2010～冨田流～) Tomita-style Good Times                                                                          | JP10 (4 Wo.)JP | Erstveröffentlichung: 30. Juni 2010                                                                |
| 2013 | Long Vacation (ロングバケーション) Rongu Bakēshon Golden Time | JP26 (2 Wo.)JP | Erstveröffentlichung: 22. Mai 2013                                                                 |
| 2013 | Jungle Fever (ジャングルフィーバー) Janguru Fībā Golden Time | JP26 (2 Wo.)JP | Erstveröffentlichung: 10. Juli 2013                                                                |
| 2013 | Sly Golden Time | JP33 (3 Wo.)JP | Erstveröffentlichung: 13. November 2013                                                            |
| 2015 | Kono Michi o Yukō (この道を行こう) Let’s Go Down this Path / Peace (ピース) Pīsu / Naisho de Onegai Shimasu (ナイショデオネガイシマス) Please Keep It a Secret 10 | JP30 (3 Wo.)JP | Erstveröffentlichung: 29. April 2015                                                               |
| 2015 | Popcorn Nancy / Jump / Itsu made mo (いつまでも) Forever 10 | JP26 (3 Wo.)JP | Erstveröffentlichung: 29. Juli 2015 mit Chay                                                       |
| 2016 | Take It Easy – | JP39 (2 Wo.)JP | Erstveröffentlichung: 2. März 2016                                                                 |
| 2016 | Popcorn Nancy / Jump / Itsu made mo (いつまでも) Forever | — | |

Weitere Lieder
- 2007: Tales (JP: Gold (Digital))
- 2010: Scar (JP: Gold (Mobile Downloads))

### Videoalben
| Jahr | Titel                                                      | Höchstplatzierung, Gesamtwochen, AuszeichnungChartsChartplatzierungen (Jahr, Titel, Platzierungen, Wochen, Auszeichnungen, Anmerkungen) | Anmerkungen                              |
| Jahr | Titel                                                      | JP | Anmerkungen                              |
| ---- | ---------------------------------------------------------- | --- | ---------------------------------------- |
| 2003 | Shortcuts!                                                 | JP3 (36 Wo.)JP | Erstveröffentlichung: 26. März 2003      |
| 2005 | Rough-Cut Five                                             | JP4 (13 Wo.)JP | Erstveröffentlichung: 13. April 2005     |
| 2007 | Cut It Now                                                 | JP5 (10 Wo.)JP | Erstveröffentlichung: 23. Mai 2007       |
| 2008 | Rip Slyme Funfair Tour Final at Budokan                    | JP7 (8 Wo.)JP | Erstveröffentlichung: 16. Juli 2008      |
| 2009 | Quick Cut                                                  | JP7 (6 Wo.)JP | Erstveröffentlichung: 23. September 2009 |
| 2011 | Good Times DVD ~The Complete Music Video Cllips 2001–2011~ | JP5 (7 Wo.)JP | Erstveröffentlichung: 28. September 2011 |
| 2011 | Good Times DVD ~The Best Live Performance 2002–2011~       | JP3 (6 Wo.)JP | Erstveröffentlichung: 9. November 2011   |
| 2014 | Dance Floor Massive IV Plus+                               | JP20 (4 Wo.)JP | Erstveröffentlichung: 26. März 2014      |
| 2016 | Rip Slyme Tour of Ten Final at Budokan                     | JP11 (3 Wo.)JP | Erstveröffentlichung: 13. Juli 2016      |

### Boxsets
| Jahr | Titel                                | Höchstplatzierung, Gesamtwochen, AuszeichnungChartsChartplatzierungen (Jahr, Titel, Platzierungen, Wochen, Auszeichnungen, Anmerkungen) | Anmerkungen                         |
| Jahr | Titel                                | JP | Anmerkungen                         |
| ---- | ------------------------------------ | --- | ----------------------------------- |
| 2014 | 20th Anniversary Complete Single Box | JP76 (1 Wo.)JP | Erstveröffentlichung: 2. April 2014 |

## Auszeichnungen

### MTV Video Music Awards Japan
- 2002:
  - Best Hip Hop Artist
  - Best New Artist

- 2003:
  - Video of the Year – Rakuen Baby,
  - Best Group Video – Rakuen Baby
  - Best Hip Hop Video – Funktastic

- 2006:
  - Best Collaboration Video – Hotei x Rip Slyme – Battle Funkastic (Gewinner)

- 2008:
  - MTV Video Music Awards Japan – Best Hip Hop Video – I.N.G